# Trainz
Trainz è un gioco di simulazione di guida e di progettazione di treni e percorsi ferroviari. La ditta produttrice è la australiana Auran. La versione più recente è Trainz Railroad Simulator 2019.

## Descrizione del videogioco
Da sempre, il gioco si suddivide in tre sezioni:  Ingegnere ferroviario,  Macchinista e  Deposito ferroviario.
Il giocatore ha a disposizione una vasta scelta di binari, stazioni, segnali ferroviari ed elementi dello scenario quali texture, case e alberi.
Le linee ferroviarie possono essere percorse da un grande numero di treni e carrozze, che possono essere guidate dal giocatore stesso.
Inoltre a partire da TRS2006, la visuale  può essere spostata nelle carrozze passeggeri.